# ネイビーズアフロ
ネイビーズアフロは、吉本興業（大阪本社）所属のお笑いコンビ。2011年11月結成。NSC大阪校33期生扱い。よしもと漫才劇場、なんばグランド花月、京都よしもと祇園花月などに出演している。略称は「ネイビーズ」。

## メンバー
みながわ（1992年9月22日 - ）（32歳）
ボケ担当、立ち位置は向かって左。
- 本名および旧芸名は、皆川 勇気（みながわ ゆうき）。2021年4月10日、現芸名に改名。
- 京都府京都市上京区出身。京都市立室町小学校、京都市立烏丸中学校、京都市立堀川高等学校普通科、神戸大学発達科学部（現 国際人間科学部）卒業。
- 身長182 cm。体重62 kg。血液型A型。
- 4人兄弟の三男で末っ子。9歳上の兄、6歳上の兄、3歳上の姉がいる。
- 公式プロフィール記載の趣味は、2021年4月まではカラオケ、マラソン、サッカー。2021年4月以降は、動画投稿、勉強、ラジオ、マラソン（自己ベスト3時間44分）、サッカー（ゴールキーパー）。
- 2023年2月12日第30回泉州国際マラソンチャレンジラン（20.4km）に出場し記録1時間26分51秒、744人中20位。
- 特技はヨイショ芸（人を気持ちよくさせる）、嫌われ芸、雑学、早口言葉、漢字検定準1級、楽屋ニュース。
- コブクロ、Mr.Childrenが好きで「歌詞を見ずに歌える」と2021年4月までの公式プロフィールに記載。
- NON STYLE石田、ブラックマヨネーズ吉田軍団に入っており、関連するライブやテレビに出演していた。
- 「フリースタイルティーチャー」第二回芸人ラッパーニューカマートーナメント（テレビ朝日・ABEMA、2022年11月2日〈1日深夜〉 - 2023年1月25日〈24日深夜〉）で、S-kaineと組んで優勝。
- 2023年7月20日、大谷本廟でお笑い芸人としては初めて「朝の法座」で講話をした。
- 2024年10月11日、第62回気象予報士試験に合格した。
- 2025年5月26日、防災士に認定された。

はじり（1992年7月16日 - ）（33歳）
ツッコミ担当、立ち位置は向かって右。
- 本名は、羽尻 紘規（はじり ひろき）。
- 京都府京都市右京区出身。京都市立堀川高等学校普通科卒業、神戸大学工学部中退。
- 身長169 cm。体重59 kg。血液型O型。
- 趣味はAKB48などの48グループ全般やアイドル全般、バドミントン、卓球、ゲーム（太鼓の達人）。
- 中学では卓球部、高校ではバドミントン部に所属。
- 特技は暗記。
- 女優の吉岡里帆とは幼稚園の同級生で幼馴染み。
- 読売テレビ「かんさい情報ネットten.」のロケコーナーでは、ためらいもなく地上50 mから宙づりになったり、猿回しを1時間、空中ブランコや器械体操の鉄棒の大車輪を1日で習得するなど各専門家を驚かせることが多く、番組内で「器用モンスター」と称されるほど器用である。

## 略歴
- 2011年11月11日結成。高校・大学の同級生コンビ。小学生の頃から漫才師を目指していたみながわが、神戸大学1年生の時にはじりを誘った[15][16]。高校の文化祭の漫才コンクールでは互いに別の相手とコンビを組み、はじりは1年生の時に、みながわは2年生の時に優勝している[17]。
- 高校生の時にハイスクールマンザイを2人で見に行き、スペード（粗品（霜降り明星）が高校生時代に組んでいたコンビ）と写真を撮った[18]。その後、同じ大学の檜原洋平（ママタルト）との出会いを契機に、学生芸人ライブ「オワラインスポッティング」などのインディーズライブに出演した[要出典]。
- コンビ名は、藤田憲右（トータルテンボス）が発案したものに由来する[19]。2011年11月11日、2人が共にファンであったトータルテンボスの単独ライブに行き、ライブ後のサイン会にて「コンビ名を付けてください」と頼んだところ、その日みながわの着ていたTシャツに「NAVY」と書かれていたのを見た藤田が「ネイビーズ」という案を出した[19]。提案者である藤田の髪型がアフロヘアーだったことから、提案された「ネイビーズ」と「アフロ」を組み合わせた造語「ネイビーズアフロ」をコンビ名とした[19]。
- 初舞台は、2011年12月11日の5upよしもとのオーディションライブ「サードチャレンジ」。吉本の養成所（NSC）ではなく一般オーディション出身で、大阪33期生と同期扱いである。
- 結成から約1年後の2012年11月28日、よしもと漫才劇場の前身5upよしもとの「サードバトル」に初出場した。バトルで勝ち残りサードメンバー入りして劇場所属となったが、翌月の同バトルで落ちる。以降、常にオーディションライブを受け続け、一時的に劇場に上がることもあったが、定着はしなかった。劇場メンバーとして定着したのは2014年12月16日「Kakeru翔LIVE」で、それ以降は劇場メンバーから落ちたことはない。
- 2016年12月以降、毎月連続で単独ライブを実施している[注 5]。
- 2018年8月27日、なんばグランド花月で初単独ライブ「いとをかし in NGK」を開催した。キャパ858席に対し、先行抽選発売に2000件を超える申し込みがあった[20]。
- 2018年秋から、初冠ラジオ番組を含めた3つのレギュラーラジオ番組『ネイビーズアフロの聴けばミヤコ!』『メッセンジャーあいはらの夜はこれから!』 『ネイビーズアフロのレディGO!HYOGO』が始まった。
- 2019年5月、公開収録番組『もっともっとマンゲキ』のMCについて、9月以降はネイビーズアフロを含む4組に交代となることが発表された[21]。同年によしもと漫才劇場が開催する8月夏フェスや12月カウントダウンライブは、この新MC4組を中心に行われた。
- 2020年10月、京都生協「せいきょう牛乳公式アンバサダー」に就任[22]。

- 2025年5月、「GATEWAY. KYOTO」アンバサダーに就任[23]。

## 芸風
- 正統派しゃべくり漫才[24]。「饒舌アップビート漫才」と称されることもある[25]。
- 過去に出演した『ウチのガヤがすみません!』（日本テレビ）[26]では、ゲストの大量のパーソナルデータを暗記し、披露して周囲を驚かせた。
- イベント主催者のリクエストやテレビ番組のコンセプトに合わせて漫才を作成・披露することが多い。
  - 2018年 百舌鳥・古市古墳群古墳漫才、就活漫才、消費者問題漫才、新聞漫才を作って披露[27]
  - 2019年 消費者庁主催シンポジウム「エシカル・ラボin京都」でエシカル消費漫才[28]
  - 2020年 兵庫県提供MBSラジオ 「〜ひょうごe-県民プレゼンツ〜ネイビーズアフロの淡路島へLET'S GO！」で淡路島紹介漫才
  - 2020年10月 京都生協YouTubeでせいきょう牛乳漫才
  - 2020年11月 就職情報サイト「はりまっち」バーチャル合同説明会で兵庫県漫才
  - 2020年12月 NHK総合「ニュースほっと関西」で2020年ニュース振り返り漫才
  - 2021年1月 「ヒューマンステージ・イン・キョウト」で京都漫才
  - 2021年3月 読売テレビ「かんさい情報ネットten.」で特殊メイク漫才
  - 2022年8月「数学・理科甲子園ジュニア2022」で科学漫才[29]
  - 2023年2月 サンテレビ「兵庫県公立高校入試直前5教科必勝ゼミ」で受験漫才
  - 2023年12月 国立研究開発法人科学技術振興機構主催 「第11回科学の甲子園ジュニア全国大会」で理科漫才[30]

## 出囃子
コブクロ「Pink Prisoner」
ユニコーンの楽曲のカバー。アルバム「ALL COVERS BEST」収録。

## 賞レースでの戦績

### M-1グランプリ
| 年度 | 結果         | エントリー No. | 会場                           | 日付     |
| ---- | ------------ | -------------- | ------------------------------ | -------- |
| 2015 | 3回戦進出    | 1371           | よしもと漫才劇場               | 10月26日 |
| 2016 | 準々決勝進出 | 1881           | なんばグランド花月             | 11月7日  |
| 2017 | 準々決勝進出 | 3205           | メルパルクホール大阪           | 11月2日  |
| 2018 | 3回戦進出    | 2999           | よしもと漫才劇場               | 10月22日 |
| 2019 | 準々決勝進出 | 2760           | なんばグランド花月             | 11月18日 |
| 2020 | 2回戦進出    | 3420           | よしもと漫才劇場               | 10月26日 |
| 2021 | 3回戦進出    | 4042           | よしもと祇園花月               | 10月27日 |
| 2022 | 3回戦進出    | 3730           | よしもと漫才劇場               | 10月24日 |
| 2023 | 3回戦進出    | 4344           | よしもと漫才劇場               | 10月30日 |
| 2024 | 3回戦進出    | 3776           | COOL JAPAN PARK OSAKA TTホール | 10月28日 |

### キングオブコント
| 年度 | 結果         | 会場                   | 日付          |
| ---- | ------------ | ---------------------- | ------------- |
| 2012 | 1回戦敗退    | 大阪国際交流センター   | 2012年7月28日 |
| 2013 | 1回戦敗退    | 大丸心斎橋劇場         | 2013年8月2日  |
| 2014 | 1回戦敗退    | 大丸心斎橋劇場         | 2014年7月25日 |
| 2015 | 2回戦進出    | 道頓堀ZAZA HOUSE       | 2015年8月13日 |
| 2016 | 2回戦進出    | YES THEATER            | 2016年8月17日 |
| 2017 | 2回戦進出    | 大丸心斎橋劇場         | 2017年8月10日 |
| 2018 | 2回戦進出    | 大丸心斎橋劇場         | 2018年8月10日 |
| 2019 | 準々決勝進出 | YES THEATER            | 2019年8月16日 |
| 2020 | （不出場）   | （不出場）             | （不出場）    |
| 2021 | 準々決勝進出 | YES THEATER            | 2021年8月17日 |
| 2022 | 2回戦進出    | 森ノ宮よしもと漫才劇場 | 2022年7月27日 |
| 2023 | 2回戦進出    | 映像審査               | 2023年7月26日 |
| 2024 | 準々決勝進出 | ドーンセンター         | 2024年8月11日 |

### その他
2017年
- 10月27日 漫才Lovers ytv漫才新人賞選考会ROUND2 - 1位

2018年
- 2月10日 読売テレビ あさパラ! 『2018年ブレイク芸人を探せ!』ネタバトル - 優勝
- 2月25日 第7回漫才Lovers ytv漫才新人賞決定戦 - 準優勝
- 9月22日23日 第7回関西演芸しゃべくり話芸大賞予選 - 奨励賞
- 11月3日 漫才Lovers ytv漫才新人賞選考会ROUND2 - 1位

2020年
- 10月30日 第50回 NHK上方漫才コンテスト - 優勝

2021年
- 4月10日 第56回 上方漫才大賞 - 新人賞

2024年
- 1月8日 第九回 上方漫才協会大賞 - 文芸部門賞
- 3月24日 日本一早い賞レース「100×100」 - 準決勝進出

### 個人
みながわ
- 2022年 R-1グランプリ2022 - 準決勝進出
- 2023年 日本民間放送連盟賞 生ワイド番組部門 近畿地区最優秀賞 ※2022年6月22日（水）放送ABCラジオ「ウラのウラまで浦川です」）

はじり
- 2021年 R-1グランプリ2021 - 準々決勝進出
- 2022年 R-1グランプリ2022 - 準々決勝進出
- 2025年 R-1グランプリ2025 - 準々決勝進出

## 出演番組

### テレビ
現在の出演番組
- なるみ・岡村の過ぎるTV（朝日放送）- 不定期出演
- ミルンへカモン! なんしょん?（岡山放送、2020年4月 - ）
  - 2020年4月 - 2021年3月：土曜レギュラー
  - 2021年4月 - 2022年4月：隔週木曜レギュラー
  - 2022年5月 - 不定期木曜レギュラー

- かんさい情報ネットten. （読売テレビ、2020年7月24日 - ） - 金曜レギュラー
- NEWS×情報 キャッチ+（サンテレビ、2022年4月 - ）- 隔週水曜レギュラー
- 土曜はナニする!?（関西テレビ、2025年4月18日 - ）- 隔週土曜レギュラー ※みながわのみ

過去の出演番組
- ロケ方NMB48（KawaiianTV、2018年7月26日 - 2019年11月28日） - MC
- バズ★ナイトナマー!（毎日放送、2020年5月28日 - 12月17日）
- さや香・ラニーノーズ・ネイビーズアフロのバツウケテイナーR（サンテレビ、2020年4月 - 2023年6月） - 地上波初冠番組

### ラジオ
現在の出演番組
- ウラのウラまで浦川です（朝日放送ラジオ、2020年10月14日 - ）- 隔週水曜パートナー ※みながわのみ
- OBCグッドアフタヌーン!和田麻実子のみみよりだんご（ラジオ大阪、2024年4月1日 - ）- 月曜パートナー

過去の出演番組
- ネイビーズアフロのラジオにセント（KBS京都ラジオ、2020年10月1日 - 2023年3月30日）
  - 2020年10月1日 - 2021年3月25日、同年9月30日 - 2022年3月24日、同年9月29日 - 2023年3月30日：木曜
  - 2022年3月30日 - 9月21日：水曜

- 就活応援番組ネイビーズアフロのレディGO!HYOGO（ラジオ関西、2018年11月6日 - 2022年3月18日）
  - 2018年11月6日 - 2019年3月26日：火曜
  - 2019年4月5日 - 2021年3月26日：金曜
  - 2021年4月16日 - 2022年3月18日：毎月第3金曜

- MBSヨル隊 笑い飯哲夫の喜喜喜喜喜喜喜喜怒哀楽ニュースシャワー（MBSラジオ、2019年10月3日・11月14日・2020年1月9日・1月30日）- 不定期出演 ※みながわのみ
- ネイビーズアフロのNEXT芸人コレクション（ラジオ大阪、2020年2月 - 4月）- 火曜
- MBSヨル隊 メッセンジャーあいはらの夜はこれから!（MBSラジオ、2018年10月24日 - 2019年3月27日、同年10月30日・2021年2月17日）- 水曜
- ネイビーズアフロの聴けばミヤコ!（KBS京都ラジオ、2018年10月5日 - 2020年9月26日）
  - 2018年10月5日 - 2019年3月29日、同年10月4日 - 2020年9月26日：金曜
  - 2019年4月6日 - 9月28日：土曜

- 就活応援番組ネイビーズアフロのレディGO!HYOGO（ラジオNIKKEI第1、2020年4月 - 2021年3月）- 火曜
- やっとチャンピオンラジオ（stand.fm「stand bY｣、2021年5月7日 - 31日）
- ネイビーズアフロのノーコンラジオ（NHK FM、2021年5月31日 - 6月10日）- 月曜 - 木曜

冠特番
- ネイビーズアフロのそれほんま？（朝日放送ラジオ、2018年8月26日）※初冠番組
- ネイビーズアフロのそれほんま？？（朝日放送ラジオ、2018年11月25日）
- ネイビーズアフロのそれほんま？？？（朝日放送ラジオ、2019年5月25日）
- ネイビーズアフロのそれほんま？？？？（朝日放送ラジオ、2021年7月21日）

## ライブ

### レギュラーライブ
- 昼方NMB48+（YES THEATER、2019年12月26日 - 2023年3月16日 ） - MC[注 14]

### 主な出演ライブ・イベント
- 石田軍団ウエスト（祇園花月） - 2015年2月28日・9月27日、2016年1月17日・12月27日
- ネタで〜オールナイトフィーバー! 〜春だ!NGKだ朝までネタ満載スペシャル!〜（なんばグランド花月） - 2016年4月29日[注 15]
- ネタで〜オールナイトフィーバー! 〜よしもと真夏の漫才祭り!（なんばグランド花月） - 2016年7月22日[注 16]
- 第2回上方漫才協会大賞（なんばグランド花月、新人賞ノミネート6組のうちの1組） - 2017年1月9日
- 第52回上方漫才大賞（オリックス劇場、新人賞ノミネート7組のうちの1組） - 2017年5月6日
- 大政奉還150周年記念・二条城ライトアップ「京都国際映画祭×大政奉還お笑いライブ」（二条城 二の丸御殿前特設ステージ） - 2017年10月13日[53]
- よしもとラジオ高校 らじこーフェス! 〜2017総決算SP〜（YES THEATER、若手ネタバトル企画1位） - 2017年12月17日
- 第3回上方漫才協会大賞（なんばグランド花月、大賞ノミネート） - 2018年1月8日
- 京都弁護士会主催 第47回憲法と人権を考える集い〜ネットでの消費者トラブルを防ぐには?（京都産業大学むすびわざ館） - 2018年1月20日
- 第53回上方漫才大賞（オリックス劇場、2018年4月7日、新人賞ノミネート7組のうちの1組）
- Top of Namba Grand Kagez（なんばグランド花月） - 2018年12月20日
- 第4回上方漫才協会大賞（なんばグランド花月、大賞ノミネート） - 2019年1月14日
- 第54回上方漫才大賞（オリックス劇場、2019年4月13日、新人賞ノミネート7組のうちの1組）
- 久馬歩責任編集「月刊コント 10周年グランド号」（なんばグランド花月） - 2019年7月26日
- もっとも〜〜〜っとマンゲキFES〜新時代到来!令和はもっとおもれーわ!Zepp Nambaの日〜（Zepp Namba） - 2019年8月20日※よしもと漫才劇場の夏フェスMC
- 成年年齢引き下げを考える in KYOTO〜若者の消費者被害を防ごう〜（KBSホール） - 2019年12月14日
- もっとも〜〜〜っとマンゲキカウントダウン2019⇒2020〜紅白ガチンコバトル！年が明ければノーサイド!福男はあなたの番です!〜（堂島リバーフォーラム、MC） - 2019年12月31日
- 第5回上方漫才協会大賞（なんばグランド花月、大賞ノミネート） - 2020年1月13日
- もっとも〜〜〜っとマンゲキ大晦日大祭典2020〜ボケVSツッコミ芸人！全集中お笑いの呼吸でGOTO新年!〜（よしもと漫才劇場、MC） - 2020年12月31日

### 単独ライブ

#### ネタライブ
※2016年12月以降毎月実施
2015年
- 「夢のまんましんでいける」- 2015年6月14日
- 「夢のまんましんでいける〜君がいた夏〜」- 2015年8月12日
- 「夢のまんましんでいける〜夜風のしわざ〜」- 2015年10月3日
- 「夢のまんましんでいける〜SNOW SMILE〜」- 2015年12月6日

2016年
- 「夢のまんましんでいける in 祇園花月〜故郷で、新衣装で、ゲストを呼んで〜」- 2016年3月25日※シークレットゲスト:トータルテンボス
- 「夢のまんましんでいける in よしもと漫才劇場」- 2016年6月26日
- 「夢のまんましんでいける in 祇園花月〜真夏のネタ10連発〜」 - 2016年8月21日
- 「夢のまんましんでいける in よしもと漫才劇場」- 2016年10月2日
- 「夢のまんましんでいける in よしもと漫才劇場」- 2016年12月25日

2017年
- 「いとをかし2017」（よしもと漫才劇場）- 2017年1月22日、2月18日、3月25日、4月15日、5月27日、6月24日、7月22日、8月25日、9月30日、10月26日、11月24日、12月16日

2018年
- 「いとをかし2018」（よしもと漫才劇場）- 2018年1月28日、2月17日、3月13日、4月13日、5月20日、6月16日、7月20日、9月29日、10月30日、11月20日、12月16日※8月はなんばグランド花月
- 「参勤交代2018」（渋谷ヨシモト∞ホール）- 2018年1月21日
- 「いとをかし in NGK」（なんばグランド花月初単独） - 2018年8月27日）※シークレットゲスト:ブラックマヨネーズ

2019年
- 「参勤交代2019」（渋谷ヨシモト∞ホール、7月のみルミネtheよしもと）- 2019年1月27日、3月31日、5月26日、7月29日、9月29日、11月24日
- 「いとをかし2019」（よしもと漫才劇場）- 2019年1月19日、2月18日、3月18日、4月15日、5月19日、6月18日、7月15日、9月22日、10月27日、11月16日、12月15日
- 「いとをかし2019 in なんばグランド花月」（なんばグランド花月） - 2019年8月27日※シークレットゲスト:NON STYLE石田

2020年
- 「いとをかし2020」（よしもと漫才劇場）- 2020年1月25日、2月29日、6月7日、6月26日、7月5日、7月31日、8月21日、9月18日、10月25日、11月29日、12月26日※3月29日、4月28日、5月は新型コロナウイルス感染症の影響で劇場休館の為中止、3月29日は配信で代わりの公演「在宅ネイビーズ」を実施
- 「参勤交代2020」（渋谷ヨシモト∞ホール）- 2020年2月2日、11月22日※3月15日と5月は新型コロナウイルス感染症の影響で劇場休館中止、3月15日は配信で「在宅ネイビーズ」を実施

2021年
- 「いとをかし2021」（よしもと漫才劇場）- 2021年1月31日、2月23日、3月27日、4月22日、5月28日、6月28日、9月20日、10月17日、11月22日、12月20日※1月31日、5月28日は新型コロナウイルス感染症の影響で配信のみに変更された
- 「参勤交代2021」（渋谷ヨシモト∞ホール、5月以降はよしもと有楽町シアター）- 2021年2月14日、3月13日、4月18日、5月16日、6月19日、7月22日、9月9日、10月10日、11月30日、12月12日※1月9日は新型コロナウイルス感染症の影響で中止
- 「いとをかし2021 in なんばグランド花月」（なんばグランド花月） - 2021年8月17日
- 「漫才尽くし〜ネイビーズアフロ編〜」（大須演芸場） - 2021年8月28日）

2022年
- 「いとをかし2022」（よしもと漫才劇場）- 2022年1月29日、2月26日、3月19日、5月21日、6月18日、7月10日、9月22日、10月23日、11月19日、12月10日※4月23日は新型ウイルス感染の為中止
- 「参勤交代2022」（よしもと有楽町シアター）- 2022年1月16日、3月24日、5月7日、7月10日、9月3日、11月3日
- 「いとをかし2022 in なんばグランド花月」（なんばグランド花月） - 2022年8月22日

2023年
- 「我M者羅」（よしもと漫才劇場）- 2023年1月7日、2月5日、3月12日、4月29日、5月28日、6月23日、8月19日、9月2日、11月5日、12月2日※7月22日は中止
- 「我M者羅 in 大宮」（大宮ラクーンよしもと劇場）- 2023年5月14日
- 「我M者羅 in なんばグランド花月」（なんばグランド花月）- 2023年10月2日

2024年
- 「唯一M二」（よしもと漫才劇場）- 2024年2月3日、3月2日、4月12日、5月27日、6月23日、7月18日、8月14日、9月26日、10月27日、11月23日、12月30日※1月5日はインフルエンザ感染の為中止
- 「唯一M二 番外編 in 京都」（ヒューリックホール京都）- 2024年11月4日

2025年
- 「縦横M尽」（よしもと漫才劇場）- 2025年1月18日、2月23日、3月22日、4月20日、5月18日、6月15日

#### トークライブ
- 「ネイトークアフロ〜漫才もしますけど〜」（ZAZA HOUSE）- 2016年4月21日
- 「ネイトークアフロ」（ZAZA Pocket's）- 2016年11月19日、2017年3月20日、9月5日
- 「ネイトークアフロ」（ZAZA HOUSE）- 2017年11月11日、2018年1月12日、3月12日、5月2日、7月13日、9月21日、11月8日、2019年1月17日、3月25日、5月13日、7月22日、9月6日、11月23日、2020年2月19日
- 「ネイトークアフロ」（よしもと祇園花月）- 2020年8月24日、9月22日、10月13日、2021年1月1日、2月20日、4月24日、10月25日、2022年1月8日
  - ※2020年4月22日、2021年7月15日は新型コロナウイルス感染症の影響で中止
- 「ネイトークアフロ」（道頓堀ZAZA Pocket's）- 2023年1月23日、3月27日、5月11日、7月31日、9月10日、11月20日、2024年1月19日、3月31日
- 「ネイトークアフロ」（Yogibo META VALLEY）- 2024年5月25日
- 「ネイトークアフロ」（新世界ZAZA Pocket's）- 2024年7月26日、9月28日、12月13日
- 「ネイトークアフロ」（日本橋Pollux Theater）- 2025年3月10日
- 「ネイトークアフロ」（道頓堀シアター）- 2025年6月6日

## 雑誌
- 『Myojo』（2018年1月23日、集英社）
- 『Leaf 4月号』（2019年2月25日、株式会社リーフ・パブリケーションズ、皆川のみ）
- 『Leaf 5月号』（2019年3月25日、株式会社リーフ・パブリケーションズ、はじりのみ）
- 『日経トレンディ別冊 今聴くべきすごいラジオ大研究100』（2021年2月16日、日経BP、「ネイビーズアフロのラジオにセント！」掲載）
- 『お笑い2021 SPRING Volume3』（2021年4月26日、竹書房）
- 『Meets Regional 2022年5月号』（2022年4月1日、京阪神エルマガジン社）
- 『SAVVY 2023年2月号』（2022年12月23日、京阪神エルマガジン社）[56]